# Dicranomyia interrupta
Dicranomyia interrupta är en tvåvingeart som först beskrevs av Nielsen 1966.  Dicranomyia interrupta ingår i släktet Dicranomyia och familjen småharkrankar. Inga underarter finns listade i Catalogue of Life.